# Görög U21-es labdarúgó-válogatott
A Görög U21-es labdarúgó-válogatott Görögország 21 éven aluli labdarúgó-válogatottja, melyet a görög labdarúgó-szövetség irányít.

## U21-es labdarúgó-Európa-bajnokság
- 1978: nem jutott ki
- 1980: nem jutott ki
- 1982: nem jutott ki
- 1984: nem jutott ki
- 1986: nem jutott ki
- 1988: Ezüstérmes
- 1990: nem jutott ki
- 1992: nem jutott ki
- 1994: Negyeddöntő
- 1996: nem jutott ki
- 1998: Ezüstérmes
- 2000: nem jutott ki
- 2002: Csoportkör
- 2004: nem jutott ki
- 2006: nem jutott ki
- 2007: nem jutott ki
- 2009: nem jutott ki
- 2011: nem jutott ki
- 2013: nem jutott ki
- 2015: nem jutott ki
- 2017: nem jutott ki

## Olimpiai szereplés
- 1992: Nem jutott ki
- 1996: Nem jutott ki
- 2000: Nem jutott ki
- 2004: 15. hely
- 2008: Nem jutott ki
- 2012: Nem jutott ki
- 2016: Nem jutott ki